# Gamma Comae Berenices
Désignations
Gamma Comae Berenices (γ Com, γ Comae Berenices) est une étoile géante de la constellation boréale de la Chevelure de Bérénice. Elle est visible à l'œil nu avec une magnitude apparente de +4,36, et c'est la 3e étoile la plus brillante de cette faible constellation derrière β Com et α Com. Bien qu'elle ne possède pas de nom propre habituel, on pense qu'elle avait autrefois reçu le titre arabe de Al Ḍafīrah.

## Environnement stellaire
Les mesures de parallaxe annuelle effectuées par le satellite Hipparcos indiquent que l'étoile est située à environ ∼ 167 a.l. (∼ 51,2 pc) de la Terre. Elle s'éloigne quelque peu du Soleil à une vitesse radiale de +3,4 km/s. C'est une étoile solitaire, qui ne possède pas de compagnon connu avec qui elle serait physiquement associée.

## Propriétés
γ Comae Berenices est une étoile âgée d'environ 2,7 milliards d'années qui est devenue une géante orangée de type spectral K1 III Fe0,5. La notation « Fe0,5 » du suffixe indique que le spectre de l'étoile montre une surabondance en fer, avec une abondance qui est autour de 44 % supérieure à celle du Soleil. Elle est très probablement (avec une probabilité de 91 %) sur la branche horizontale. Si cela est vrai, alors sa masse est de 1,65 M☉ et elle s'est étendue jusqu'à atteindre 12 fois le rayon du Soleil. L'étoile est 58 fois plus lumineuse que le Soleil et rayonne depuis sa photosphère à une température effective de 4 652 K. γ Comae Berenices apparaît proche de l'amas d'étoiles de la Chevelure de Bérénice, mais elle n'en fait pas partie.